# Шишков, Николай Михайлович
Николай Михайлович Шишков (род. 1 мая 1946) — советский и российский актёр театра, певец, народный артист России (1995).

## Биография
Николай Михайлович Шишков родился 1 мая 1946 года.
С 1969 года играет в Московского цыганского театра «Ромэн».

## Награды
- Заслуженный артист РСФСР (19.07.1984).
- Народный артист России (04.08.1995)[1].
- Орден Дружбы (30.01.2003).

## Работы в театре
- «Кто бросит камень?»
- «Родился я в таборе»
- «Костры Будулая»
- «Большая волна Ганга»
- «Четыре жениха»
- «Табор без гитары»
- «Ехали цыгане»
- «Горячая кровь»
- «Тайна голубого камня»
- «Ты – герой, я – герой»
- «Непоклонов»
- «Огненные кони»
- «Птицам нужно небо»
- «Вожак»
- «Живой труп»
- «Чары»
- «Цыган»
- «Закон предков»
- «Здравствуй, Пушкин!» — Никита, Булибаш
- «Разговор в казённом доме»
- «Вива, Кармен!»
- «Исповедь цыганской скрипки»
- «Олеся»
- «Безумие»
- «Цыганка Аза»
- «Московская цыганка»
- «Любовь и время. Цыганская легенда» — старый цыган
- «Девчонка из табора»
- «Плясунья – дочь шатров»
- «Мы – цыгане» — Клод, в массовых сценах
- «Грушенька» — Василий Иванович
- «Подкова счастья» — Михай, в массовых сценах
- «Цыган и в Африке – цыган» — Прохор
- «Цыганский рай» — Вожак
- «Трактирщица» — Маркиз
- «Клятва» — Погари
- «Колокола любви» — Герцог
- «Цыганская невеста» — Иштван

## Фильмография
- 1986 — Мы — цыгане (телеспектакль)
- 1993 — Nahota na prodej (Чехословакия) — Лако
- 1994 — Тень Алангасара
- 1994 — Будулай, которого не ждут — Данила, вокал